# Šang Jang
Šang Jang (čínsky pchin-jinem Shāng Yāng, znaky 商鞅) (zemřel 338 př. n. l.) byl významným státníkem státu Čchin v období válčících států ve starověké Číně. S podporou vévody Siao z Čchinů uzákonil Šang Jang (v souladu se svou legistickou filozofií zaznamenanou v Knize Lorda Šanga) ve státě Čchin četné reformy, díky nimž ve státní správě zavedl meritokracii a šlechtu zbavoval moci, pomohl změnit zemi Čchin z okrajového, zaostalého státu na vojensky mocný a silně centralizovaný stát.

## Reformy
Před Šang Jangovým příchodem v roce 361 př. n. l. byl stát Čchin zaostalý. Ačkoli naprostá většina jeho reforem byla převzata z politik zavedených jinde, byly Šang Jangovy reformy důkladnější a extrémnější než reformy zavedené v jiných státech. Za Šang Jangova úřadu Čchin rychle dohnal a předehnal reformy jiných států.
Poté, co vévoda Siao nastoupil na čchinský trůn, opustil Šang Jang své nízké postavení ve státě Wej (do jehož vládnoucí rodiny se narodil, ale musel by vysokou pozici v ní získat) aby se na příkaz vévody Siao stal hlavním poradcem ve státě Čchin. Tam jeho změny v právním systému (které byly založeny na Li Kchuejův Zákoník čili Fa-ťing, 法經) vynesly Čchin k prosperitě. Jeho politika položila základy, které umožnily státu Čchin dobýt celou Čínu, a poprvé tak sjednotit zemi, a předznamenala dynastii Čchin.
Chan Fej mu připisuje vytvoření dvou teorií:
1. Ting Fa (定法; napravování standardů) a
2. I Min (一民; nakládání s lidem jako celkem).

### Legistický přístup
Šang Jan věřil ve vládu zákona a považoval loajalitu ke státu za nadřazenou loajalitě k rodině.
Ve státě Čchin zavedl dva soubory změn. První, v roce 356 př. n. l. zahrnoval:
- zavedení Li Kchuejova Zákoníku s důležitým doplněním pravidla, které pro ty, kdo věděli o trestném činu, a neoznámili jej, stanovilo stejný trest, který postihoval hlavního pachatele; reformy byly kodifikovány ve vynutitelné zákony;
- zbavení šlechty pozemkových práv a přidělení půdy vojákům na základě vojenských úspěchů; armáda byla rovněž rozdělena do dvaceti vojenských hodností, rovněž na základě úspěchů na bojišti;
- podporu kultivace neosídlené a pusté půdy, aby došlo ke zvýšení množství lidské síly, a upřednostňoval zemědělství před obchodem.

Šang Jang také nechal pálit konfuciánské spisy, čímž se snažil potlačit vliv této filozofie.
V roce 350 př. n. l. zavedl druhý soubor změn, který zahrnoval nový, standardizovaný systém přidělování půdy a daňovou reformu.

### Domácí politika
Šang Jang provedl pozemkovou reformu, privatizoval půdu, odměňoval rolníky, kteří při sklizni překročili kvóty, zotročoval rolníky, kteří při sklizni kvóty nesplnili, a využíval zotročených obyvatel jako odměny pro ty, kteří plnili vládní politiky.
Protože ve státu Čchin bylo ve srovnání s jinými státy té doby málo lidské síly, Šang Jang zavedl různé politiky, které měly množství lidské síly zvýšit. Jelikož čchinští rolníci byli odváděni do armády, podporoval aktivní přistěhovalectví rolníků z jiných států do státu Čchin jako náhradu pracovní síly; tato politika současně zvyšovala lidskou sílu státu Čchin a oslabovala lidskou sílu jeho protivníků. Šang Jang rovněž zavedl zákony, které nutily obyvatele, aby se uzavírali sňatky již v mladém věku, a daňové zákony, které podporovaly rodiny s více dětmi. Uzákonil také politiku, podle které byli propouštěni vězni, kteří pracovali na kultivaci pustin pro zemědělství.
Šang Jang zrušil primogenituru a zavedl dvojité zdanění domácností, které měly více než jednoho syna žijícího v domácnosti, aby velké klany rozdělil do nukleárních rodin.
Šang Jang také přesunul hlavní město, aby snížil vliv šlechticů na státní správu.

## Diplomatická intrika
Za Šang Jangova úřadu byl stát Wej velmi mocným sousedem. V průběhu jedné bitvy za invaze do státu Wej v roce 340 př. n. l. Šang Jang předstíral zájem o uzavření mírové smlouvy, setkal se s velitelem wejské armády a zajal ho. Bez svého vůdce armáda Wej s armádou Čchin prohrála, a ztratila území.

## Šang Jangova smrt
Hluboce opovrhován čchinskou šlechtou, Šang Jang nemohl přežít Čchin Siao-kungovu smrt. Další vládce, král Chuej-wen, nařídil popravu Šang Janga a jeho rodiny, a to pro vzpouru; Šang Jang totiž nového krále již dříve ponížil, neboť „způsobil, že byl potrestán pro trestný čin, jako by byl obyčejný občan“. Šang Jang se skrýval a pokusil se ubytovat v hostinci – ironií je, hostinský jej odmítl ubytovat, protože by tím porušil Šang Jangovy zákony, které zakazovaly ubytovat hosta bez řádné identifikace. Šang Jang byl údajně popraven tak, že jeho končetiny byly přivázány ke čtyřem vozům, a takto rozčtvrcen. I po Šang Jangově smrti nicméně král Chuej-wen zachoval reformy zavedené Šang Jangem.